# Relief (géomorphologie)
Pour les articles homonymes, voir Relief.

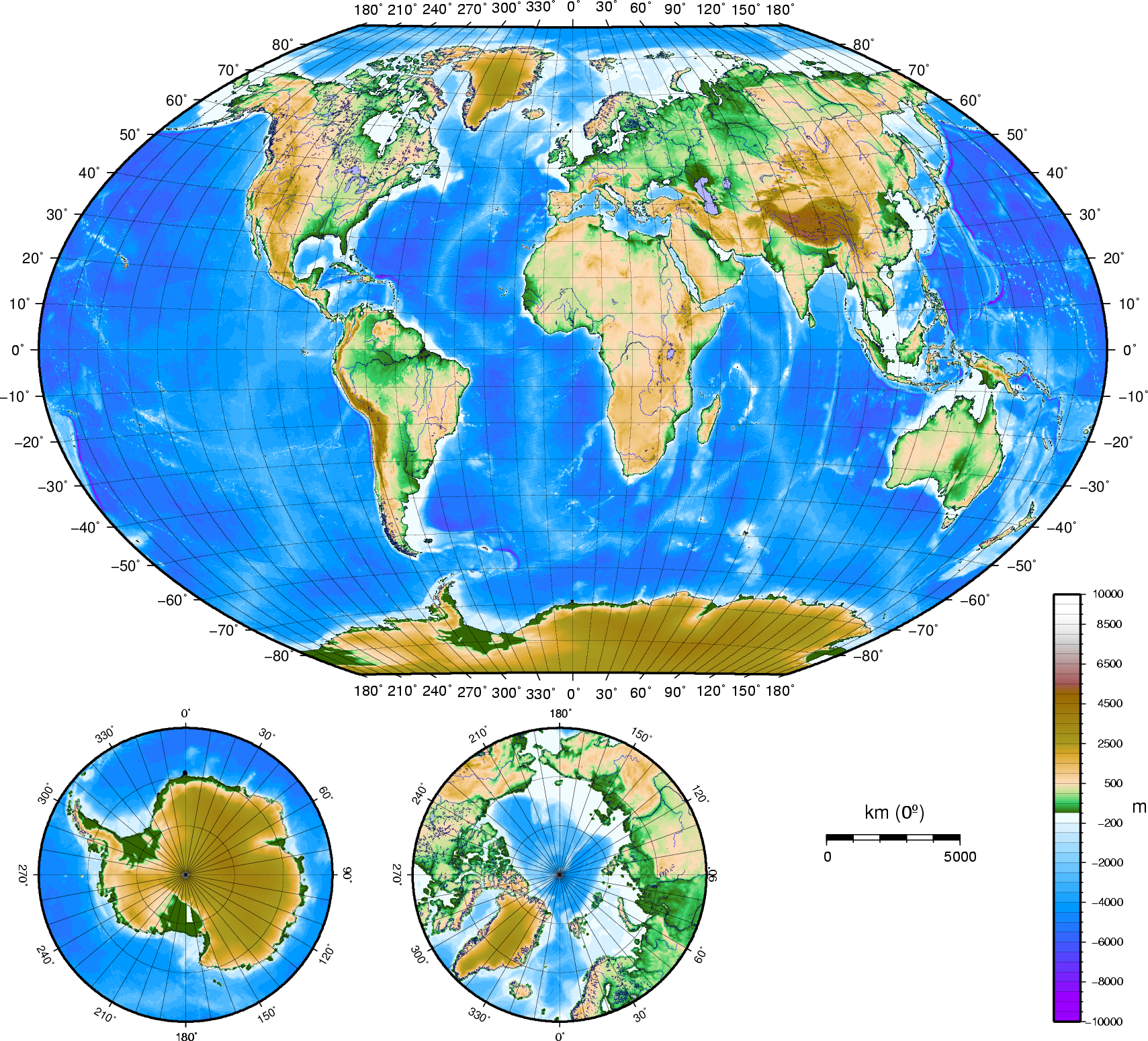
Carte topographique du monde.

Le relief est la forte variation verticale d'une surface solide, soit positivement, en saillie, soit négativement, en creux. Ce mot est souvent employé pour caractériser la forme de la lithosphère terrestre.
La géomorphologie distingue traditionnellement trois grands types de relief :
- la plaine ;
- le plateau ;
- la montagne.

D'autres types de relief incluent la vallée, la colline, le fjord, la gorge et, immergés, le haut-fond, le mont sous-marin, la dorsale et la fosse océanique.
Le dénivelé est la différence d'altitude entre deux points du sol. La pente, la position vis-à-vis du niveau de la mer caractérisent également le relief.
La topographie mesure les reliefs aériens tandis que la bathymétrie mesure les reliefs sous-marins.
En cartographie, le relief est représenté sous la forme de cartes topographiques.
Le relief modifie les trajectoires des écoulements des fluides (atmosphère, hydrosphère, courant marin...).
Au premier ordre, la formation des modelés géomorphologiques résulte des interactions entre deux processus majeurs de la géologie, les processus tectoniques générés par le mouvement des différents continents, et les processus de surface qui redistribuent les différents terrains par l'érosion et la sédimentation.

## Les caractéristiques du relief mondial et les principaux modelés géomorphologiques

Carte mondiale des principales plaques, massifs et chaînes de montagnes, et une sélection des principaux points chauds.

Les reliefs du globe terrestre comprennent les zones émergées et les zones sous-marines.
Les reliefs émergés ou aériens comprennent les reliefs glaciaires et les reliefs terrestres stricto sensu.

Au XXe siècle, les glaces ont occupé à leur apogée de 15 à 16 millions de kilomètres carrés, soit une étendue une fois et demie égale à celle de l'Europe. 97 % de cette surface est occupée par les deux inlandsis subsistant, celui de l'Antarctique et celui du Groenland. Le premier est un plateau uniforme de 2 800 m d'altitude parfois dominé de nunataks, cet inlandsis austral étant accidenté de chaînes de montagnes élevées. L'inlandsis groënlandais offre le même type de relief, avec une glace qui atteint une altitude moyenne de 2 135 mètres. 

La carte mondiale des reliefs terrestres fait apparaître le triptyque classique plaines/plateaux/montagnes, auquel peut être ajouté les grands rifts, les ergs et champs de dunes, les trapps et volcans actifs, ainsi que les chaînes de montagnes récentes ou anciennes de structure plissée ou non.
Les grands reliefs sous-marins sont tout aussi variés : le plateau continental (profondeur inférieur à 500 m et le plus souvent à 200 m) occupe 7,6 % de la surface totale des océans ; le talus continental, 15,3 % de la surface ; les bassins océaniques, formés d'une plaine abyssale (4000 à 6000 m de profondeur) et d'une crête médio-océanique (2000 à 3000 m) occupent 77 % de la surface totale. D'autres reliefs sous-marins marqués se trouvent sur les marges continentales actives : fosses océaniques qui peuvent atteindre 10 000 m de profondeur ; arcs insulaires, généralement volcaniques et sismiques, qui isolent des mers bordières aux fonds complexes en raison d'une tectonique intense. Certains reliefs peuvent émerger des bassins océaniques, îles volcaniques (volcans sous-marins isolés ou archipels formés d'îles alignées telles que les îles Marquises) et plateaux volcaniques (en) sous-marins (plateau des Kerguelen, des Açores, Islande). Enfin, au large des plateaux continentaux à faible pente, sont visibles de grands deltas sous-marins (du Mississippi, du Niger du Nil), tandis qu'au débouché des canyons sous-marins se forment des cônes sous-marins (deltas abyssaux de l'Amazone, du Congo).
Les vastes ensembles morpholithologiques ou morphostructuraux, conditionnés par la lithologie et les facteurs endogènes, sont l'expression directe de la tectonique (épirogenèse, orogenèse, volcanisme et séismes). Altérés par des facteurs exogènes (météorisation, érosion), ces grands ensembles deviennent des modelés géomorphologiques. Les géomorphologues parlent alors d'ensembles ou de systèmes géodynamiques, morphodynamiques, voire morphoclimatiques quand le climat est un facteur essentiel relativement à l'eustatisme,. La combinaison de phénomènes géodynamiques participe ainsi à la formation de grandes unités géomorphologiques à l'échelle du globe : 
- des zones stables anciennes, inactives, au cœur des continents et qui ont une croûte continentale très épaisse, de l'ordre de plusieurs dizaines de km, formée essentiellement de roches granito-gneissiques. Ces « noyaux » sont des cratons d'âge précambrien qui ont subi une érosion sur des épaisseurs de roches de plusieurs milliers de mètres depuis leur exposition, donnant naissance à des régions de plaines et de plateaux. Lorsque le craton est exposé, il s'agit d'un bouclier. Lorsqu'il est recouvert d'une couverture phanérozoïque de plusieurs kilomètres d'épaisseur de sédiments (essentiellement des dépôts marins paléozoïques, favorisés par des épirogenèses puis par une des successions pelliculaires du Mésozoïque), il s'agit d'une plateforme. À l'intérieur de ces vieux cratons continentaux se forment des bassins sédimentaires régis par une subsidence dont l'origine est la plupart du temps tectonique (amincissement crustal) et/ou thermique[13], d'où les régions de plaines sédimentaires à l'échelle du globe[14]. À la périphérie des vieux cratons, se sont formées des ceintures orogéniques linéaires anciennes (les vieux massifs y formant un socle arasé par une longue érosion et recouvert en discordance par des roches volcaniques et sédimentaires), et, encore plus à la périphérie, des ceintures plus jeunes, visibles sous forme de chaînes montagneuses. Cette disposition concentrique traduit les cycles de Wilson[15],[16]
- des chaînes de collision (Alpes, Pyrénées, Oural, Zagros, Himalaya et plateau tibétain), de subduction (Andes, Rocheuses) et intra-continentale (rift de l'Atlas, de Tian Shan) encore actives. Ces chaînes montagneuses et les arcs insulaires associés, formés au cours des 250 derniers millions d'années, appartiennent à deux grandes ceintures orogéniques, la ceinture alpine (appelée aussi chaîne alpino-himalayenne), et la ceinture de feu du Pacifique[17]
- des zones volcaniques : provinces magmatiques, très vastes et volumineux épanchements de basaltes aussi bien à la surface des continents (trapps, chaîne des Puys …) que sur le plancher océanique (plateaux océaniques) ; alignements volcaniques (ligne du Cameroun) ; massifs volcaniques plus isolés (volcans de points chauds tels que le Hoggar, le massif du Tibesti)[1]
- des zones de subduction (fosse des Mariannes)
- des épaulements de rifts (rift est-africain, bordure de la mer Rouge, rifting de l'Océan atlantique nord qui conduit à la formation des marges passives de l'est du Groenland et de l'ouest de la Scandinavie)[18]
- des dorsales et failles transformantes.

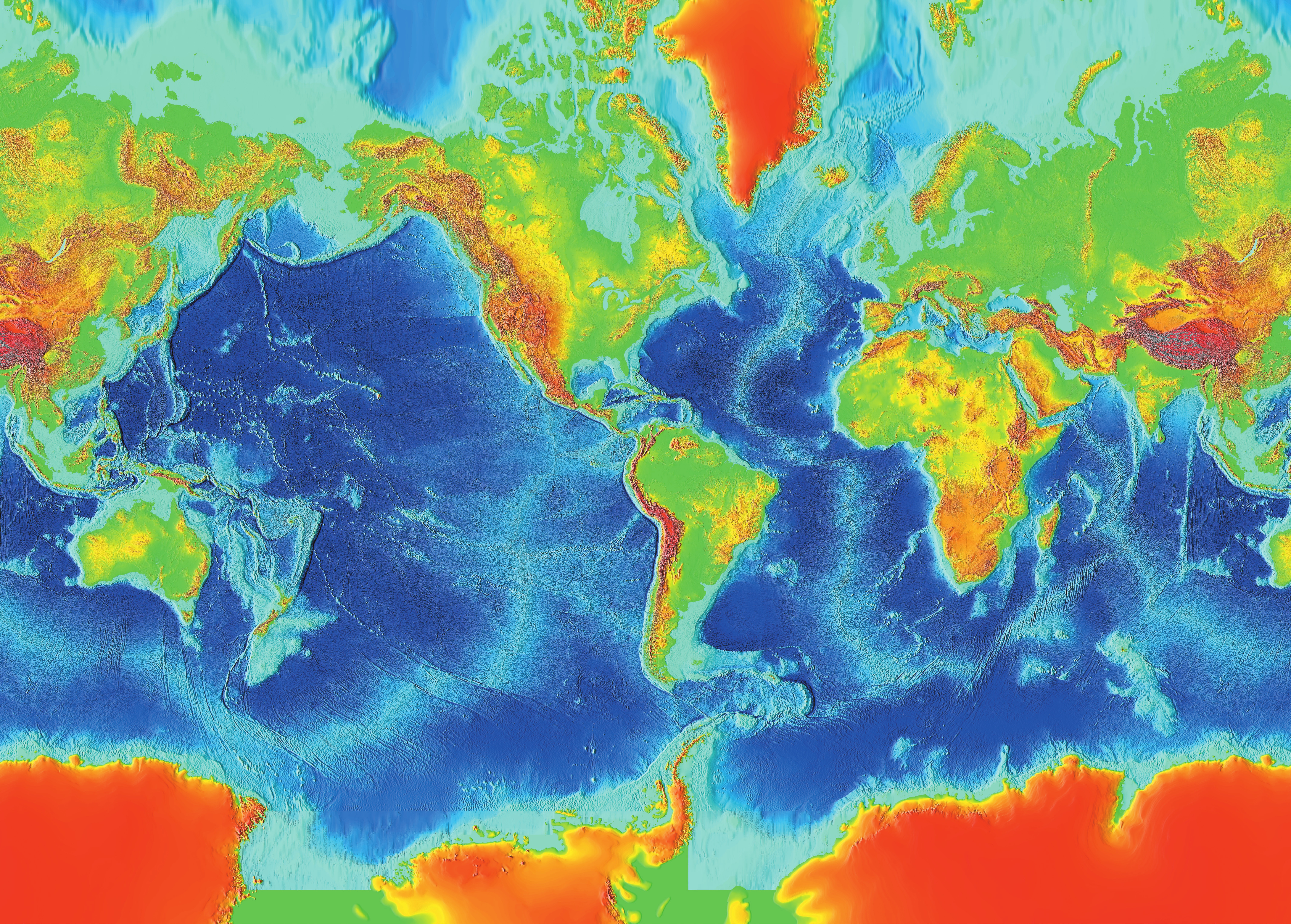
La surface de la Terre (NOAA).

- Bouclier
- Plateforme
- Orogène
- Bassin structural
- Province magmatique
- Bassins sédimentaires continentaux

- 0–20 Ma
- 20–65 Ma
- > 65 Ma

## Galerie

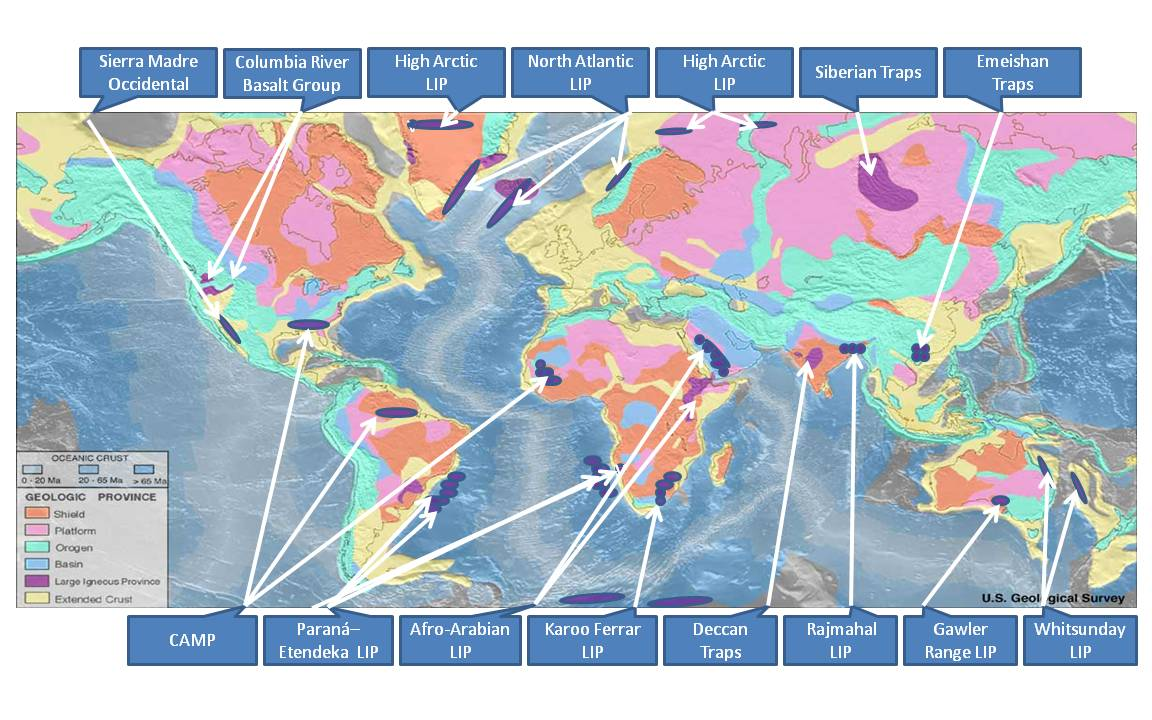
Carte montrant les grandes provinces magmatiques du globe
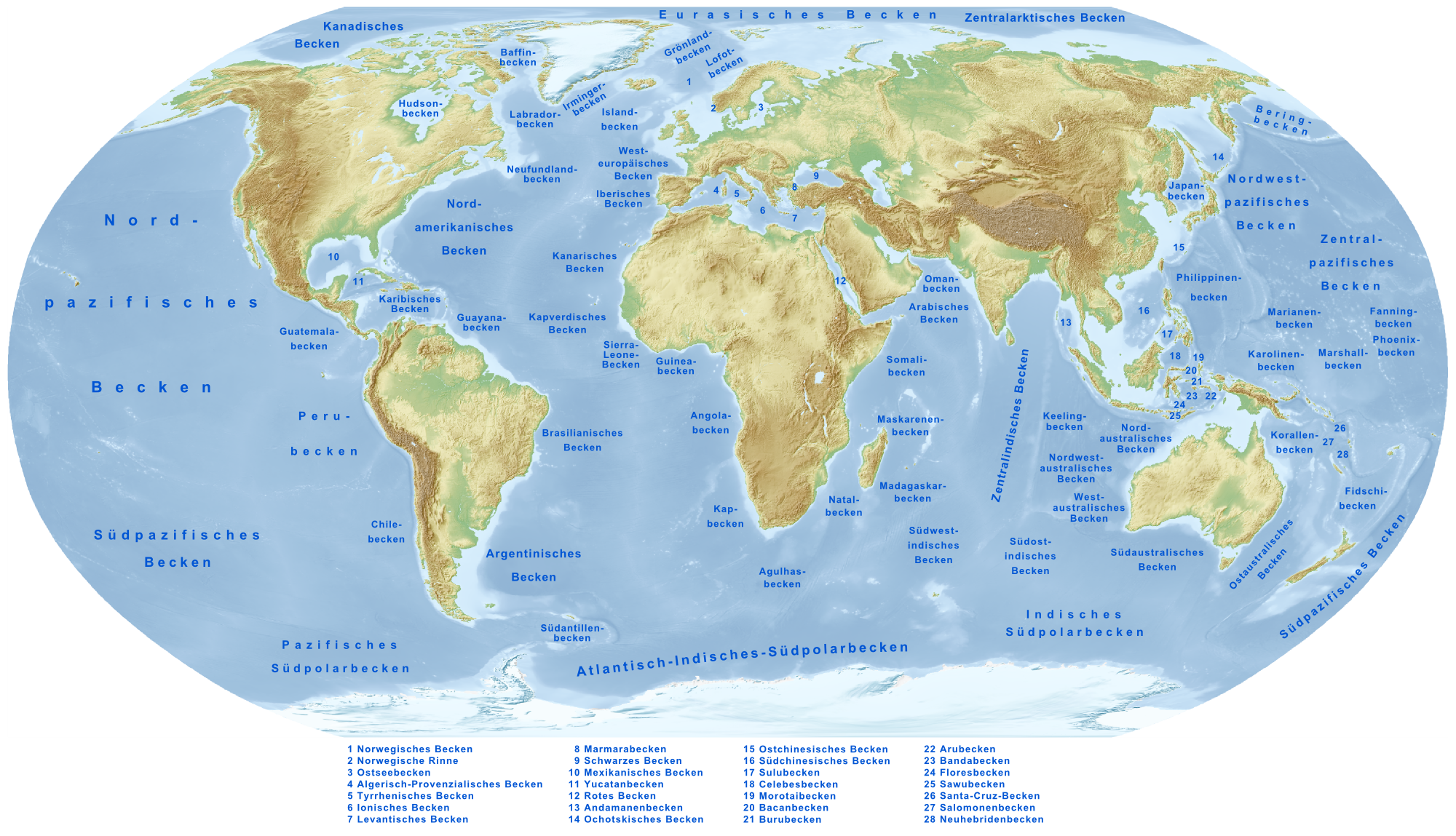
Carte hypsométrique des bassins océaniques